# 斯坦尼斯瓦夫·卡尼亞

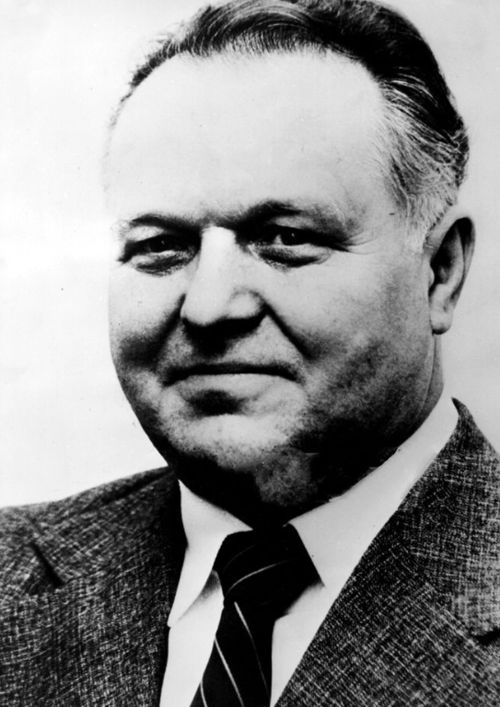
斯坦尼斯瓦夫·卡尼亞

斯坦尼斯瓦夫·卡尼亞（Stanisław Kania；1927年3月8日—2020年3月3日）是波兰统一工人党政治人物。卡尼亞1945年加入波兰统一工人党。他在1980年至1981年间曾担任波兰统一工人党第一书记，接替因团结工会兴起而下台的爱德华·盖莱克。卡尼亞卸任之后，沃伊切赫·雅鲁泽尔斯基接替其职位。2012年，他曾因在1981年戒严中参与镇压而被起诉，但最终被判无罪。